# توم غوليكسون
توم غوليكسون (بالإنجليزية: Tom Gullikson)‏ مواليد 8 سبتمبر 1951 في لاكروس، الولايات المتحدة، هو لاعب كرة مضرب أمريكي سابق بدأ مسيرته كمحترف سنة 1976 وكان يلعب باليد اليسرى، اعتزل اللعب في 1987. أعلى تصنيف له في الفردي كان المركز الـ 34 في سنة 1984.

## النهائيات

### الزوجي (الوصافة 1)
| الحصيلة | السنة | البطولة        | الأرضية | الشريك       | المنافس                           | النتيجة       |
| ------- | ----- | -------------- | ------- | ------------ | --------------------------------- | ------------- |
| الوصافة | 1983  | بطولة ويمبلدون | عشبية   | تيم جوليكسون | بيتر فليمنغ (كرة مضرب) جون ماكنرو | 4–6, 3–6, 4–6 |

### الزوجي المختلط (الألقاب 1)
| الحصيلة | السنة | البطولة                     | الأرضية | الشريك         | المنافس                             | النتيجة       |
| ------- | ----- | --------------------------- | ------- | -------------- | ----------------------------------- | ------------- |
| الفوز   | 1984  | بطولة أمريكا المفتوحة للتنس | صلبة    | مانويلا ماليفا | إليزابيث سميلي جون فيتزجيرالد (تنس) | 2–6, 7–5, 6–4 |

## روابط خارجية
- توم غوليكسون على موقع رابطة محترفي التنس (الإنجليزية)
- توم غوليكسون على موقع الاتحاد الدولي لكرة المضرب (الإنجليزية)
- توم غوليكسون على موقع خلاصة التنس.كوم (الإنجليزية)